# Crunchyroll LLC
Crunchyroll, LLC es una empresa de entretenimiento estadounidense con sede en Dallas, Texas. Actualmente opera el servicio de streaming del mismo nombre centrado en el anime.
La empresa fue fundada el 9 de mayo de 1994 por Gen Fukunaga y su esposa Cindy en Silicon Valley, con financiamiento de Daniel Cocanougher y su familia, quienes se convirtieron en inversores de la compañía, que luego se trasladó a North Richland Hills y más tarde a Flower Mound, Texas.
Funimation fue adquirida por Navarre Corporation en mayo de 2005; En abril de 2011, Navarre vendió Funimation a un grupo de inversores que incluía a Fukunaga por 24 millones de dólares. La empresa fue adquirida por Sony Pictures Television en 2017 y cambió su nombre a Crunchyroll, LLC en marzo de 2022 después de adquirir el servicio de transmisión del mismo nombre en agosto de 2021.
La empresa también lanza títulos en video casero, ya sea directamente o mediante el lanzamiento de títulos de anime seleccionados a través de sus socios de distribución (Sentai Filmworks, Viz Media, Discotek Media, y su hermano corporativo Aniplex of America en Norteamérica; Anime Limited en el Reino Unido).

## Historia

### Como Funimation

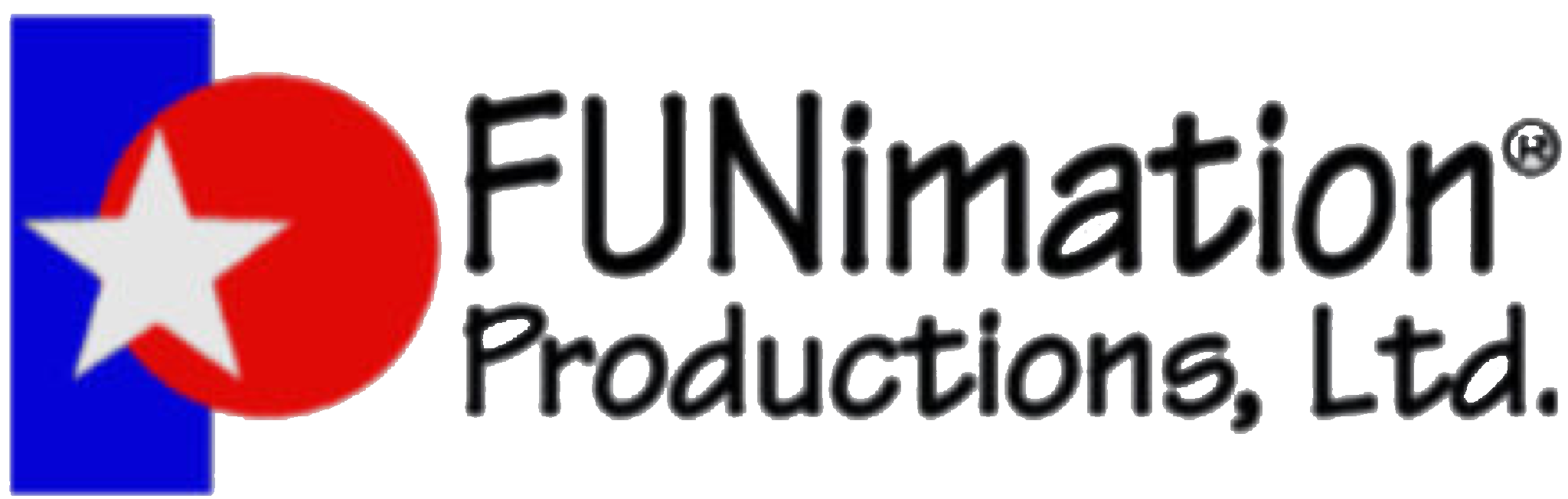
El logo original de Funimation usado desde 1994 hasta 2005

A principios de la década de 1990, su tío, Nagafumi Hori, quien trabajaba como productor para Toei Company, se acercó al empresario japonés Gen Fukunaga. Hori propuso que si Fukunaga pudiera comenzar una compañía de producción y recaudar suficiente dinero, Toei Animation licenciaría los derechos de la franquicia de Dragon Ball en los Estados Unidos. Fukunaga se reunió con su compañero de trabajo Daniel Cocanougher, cuya familia era propietaria de una fábrica de piensos en Decatur, Texas, y convenció a la familia de Cocanougher de vender su negocio y servir como inversor para su empresa.
La empresa fue fundada el 9 de mayo de 1994, como Funimation Productions. La compañía se estableció originalmente en Silicon Valley, pero finalmente se mudó a North Richland Hills, Texas. Inicialmente colaboraron con otras compañías en Dragon Ball, como BLT Productions, Ocean Studios, Pioneer y Saban Entertainment. En 1998, después de dos intentos fallidos de llevar la franquicia de Dragon Ball a una audiencia de los EE. UU. A través de la sindicación por primera vez, finalmente tuvo éxito a través de la transmisión de Cartoon Network de la serie Dragon Ball Z en su bloque de programación Toonami, y el fenómeno Dragon Ball creció rápidamente en el país como lo había hecho en otros lugares. Esto llevó a Funimation a licenciar otro anime a los Estados Unidos.
A partir de septiembre de 2003, Funimation, junto con la compañía británica Maverick, distribuyó títulos de Nelvana, con sede en Canadá, incluidos Redwall, Pecola, Tales from the Cryptkeeper, Timothy Goes to School y el especial de televisión de Disney Channel, The Santa Claus Brothers.

#### Adquisición por Navarre Corporation

Logotipo de Funimation del 11 de mayo de 2005 al 7 de enero de 2016. La versión a color se utilizó hasta abril de 2011.

El 11 de mayo de 2005, Funimation fue adquirida por la ahora desaparecida Navarre Corporation por US$100,4 millones en efectivo y 1,8 millones en acciones. Como parte de la adquisición, el presidente Fukunaga se mantuvo como director de la compañía, pasando a ocupar el cargo de director ejecutivo, y el nombre de la compañía cambió de FUNimation Productions a FUNimation Entertainment.
En 2007 Funimation cambia su sede de North Richland Hills, Texas a Flower Mound, Texas; la instalación independiente de Flower Mound tiene el doble de metros cuadrados de espacio que Funimation ocupó anteriormente; en North Richland Hills, Funimation compartió el edificio con otros inquilinos. Funimation se mudó al distrito de negocios de Lakeside con un contrato de arrendamiento de diez años.
Según una entrevista en febrero de 2008 con el CEO de Navarre Corporation, Cary Deacon, Funimation estaba en negociaciones iniciales para adquirir algunos de los títulos con licencia a través de la división de Geneon en Estados Unidos, que cesó sus operaciones en diciembre de 2007. En julio de 2008, Funimation confirmó que habían adquirido derechos de distribución de varios títulos de Geneon, incluidos algunos que Geneon había dejado sin terminar cuando cesaron sus operaciones.
En Anime Expo 2008, Funimation anunció que había adquirido más de 30 títulos del catálogo de Sojitz que habían sido autorizados previamente por ADV Films.
En 2009, Funimation firmó un acuerdo con Toei Animation para transmitir en línea varios de sus títulos de anime a través del sitio web de Funimation.

#### Desinversión de Navarre; asociación con Nico Nico
El 27 de mayo de 2010, Navarre Corporation anunció que comenzó a negociar una posible venta de Funimation. También se anunció que si la venta tuviera lugar, Funimation se reclasificaría como una "operación con descuento" a partir del primer trimestre de 2011. El 16 de septiembre de 2010, Navarre anunció que seis compradores potenciales estaban interesados en adquirir Funimation.
En el primer trimestre de 2011, Navarre reclasificó a Funimation como "operaciones con descuento". El 4 de abril de 2011, Navarre emitió un comunicado anunciando que Funimation había sido vendido a un grupo de inversores que incluía al propietario original Gen Fukunaga por $ 24 millones. También se anunció que Navarre permanecería como distribuidor exclusivo de los títulos de Funimation.
El 14 de octubre de 2011, Funimation anunció una asociación con Niconico, la versión en inglés de Niconico, para formar la marca Funico para la concesión de licencias de anime para transmisión y lanzamiento de videos caseros. A partir de este momento, prácticamente todos los títulos simulcados por Niconico fueron adquiridos por Funimation.
En 2014, Funimation lanzó Dragon Ball Z: Battle of Gods a los cines en asociación con Screenvision. Basado en su éxito, Funimation lanzó su propia división cinematográfica en diciembre de 2014.
El 22 de junio de 2015, Funimation y Universal Pictures Home Entertainment anunciaron un acuerdo de distribución de video casero de varios años. El acuerdo permitió a UPHE gestionar la distribución y las ventas del catálogo de títulos de Funimation. Universal comenzó a distribuir los títulos de Funimation en octubre de ese año.
En enero de 2016, Funimation presentó un nuevo logotipo y anunció el cambio de marca de su plataforma de transmisión como "FunimationNow".

#### Adquisición por Sony Pictures Entertainment

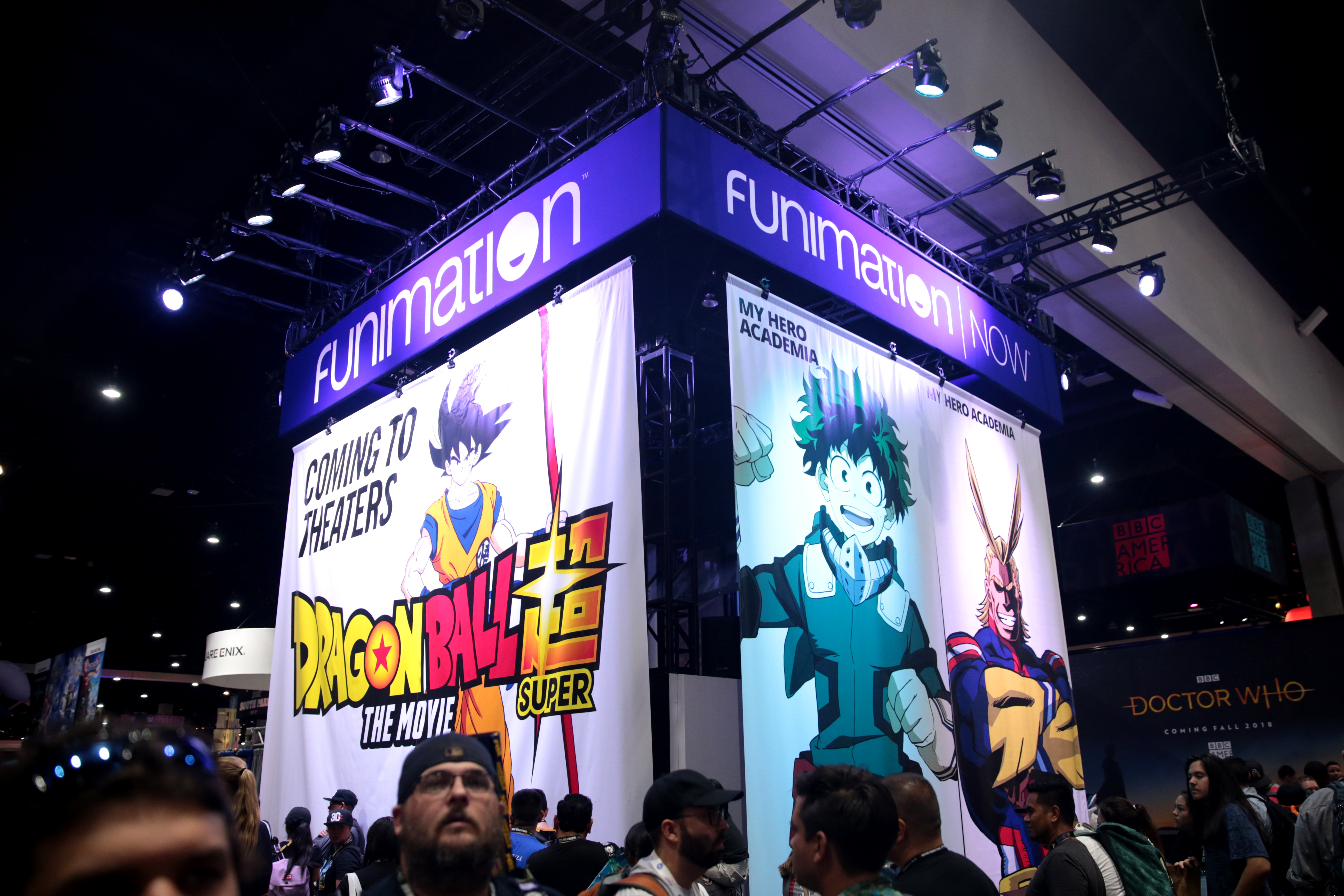
Funimation en el Comic-Con de 2018.

Logo de Funimation (2016-2022).

En mayo de 2017, se informó que Universal Studios y Sony Pictures estaban interesados en comprar Funimation; sin embargo, Universal decidió no continuar con la licitación. El 31 de julio de 2017, Sony Pictures Entertainment anunció que adquiriría una participación de control del 95% en Funimation por $143 millones de dólares, acuerdo que fue aprobado por el Departamento de Justicia de los Estados Unidos el 22 de agosto de 2017. Sony anunció que el acuerdo permitiría a Funimation tener sinergias con sus divisiones Animax y Kids Station y "acceso directo a la línea creativa". El acuerdo se cerró el 27 de octubre de 2017.
El 16 de febrero de 2018, se informó que Shout! Factory's Shout! Studios se asocio con Funimation Films para adquirir los derechos de distribución de la película de animación china Big Fish & Begonia para Estados Unidos y Canadá.
El 12 de julio de 2018, se anunció que Funimation Films había adquirido los derechos de licencia de Dragon Ball Super: Broly en América del Norte y que su doblaje en inglés se estrenaría en los cines en enero de 2019 en los Estados Unidos y Canadá, solo alrededor de un mes después de su estreno nacional en Japón.
El 7 de agosto de 2018, AT&T adquirió Otter Media, propietario de Crunchyroll. El 18 de octubre de 2018, Funimation y Crunchyroll anunciaron que su asociación finalizaría el 9 de noviembre de 2018, como resultado de la adquisición de Funimation por parte de Sony Pictures Television. A pesar de que los lanzamientos de videos caseros no se vieron afectados y aún continúan según lo planeado, el contenido seleccionado de Funimation se eliminaría de Crunchyroll y el contenido subtitulado volvería a FunimationNow. Además, también se anunció que Funimation se eliminaría por completo del servicio de transmisión VRV, propiedad de Otter Media, y sería reemplazado por HIDIVE. En diciembre de 2018, se citó que otra razón por la cual la asociación terminó fue debido a una disputa sobre la expansión internacional.
El 4 de diciembre de 2018, Funimation firmó un acuerdo exclusivo SVOD de varios años con Hulu.
El 1 de febrero de 2019, el general Fukunaga anunció que renunciaría como gerente general y pasaría a la presidencia de la compañía, con Colin Decker asumiendo el cargo de gerente general en mayo de 2019.
El 23 de marzo de 2019, en AnimeJapan 2019, Funimation anunció que se habían asociado con el servicio de transmisión chino Bilibili para licenciar conjuntamente títulos de anime para los mercados de Estados Unidos y China.
El 29 de mayo de 2019, Funimation anunció que habían adquirido la sucursal de Manga Entertainment en el Reino Unido e inmediatamente consolidó el negocio del primero en el de la segunda.
El 5 de julio de 2019, Funimation anunció en Anime Expo que habían alcanzado una asociación de transmisión con Right Stuf Inc., con títulos seleccionados de Nozomi Entertainment disponibles en FunimationNow más adelante en el año.
El 31 de agosto de 2019, Aniplex of America anunció en Twitter que se asociarían con Funimation Films para co-lanzar Rascal Does Not Dream of a Dreaming Girl en los Estados Unidos el 2 de octubre de 2019 y en Canadá el 4 de octubre de 2019.

##### Empresa conjunta Aniplex / SPT
El 24 de septiembre de 2019, Sony Pictures Television y Aniplex anunciaron que estaban consolidando sus negocios internacionales de transmisión de anime bajo una nueva empresa conjunta, Funimation Global Group, LLC., con el gerente general de Funimation, Colin Decker, liderando la empresa conjunta. La empresa conjunta operaría bajo la marca de Funimation y permitiría a Funimation adquirir y distribuir títulos con las filiales de Aniplex, Wakanim, Madman Anime Group y AnimeLab. El primer título de la empresa conjunta, Fate / Grand Order - Absolute Demonic Front: Babylonia, recibiría una exclusividad de 30 días en FunimationNow, AnimeLab y Wakanim, y proporcionaría los derechos exclusivos de Funimation al doblaje en inglés durante un año. El 24 de enero de 2020, Funimation anunció que fusionaría su catálogo en línea en AnimeLab para el público australiano y neozelandés, y cerraría FunimationNow para Australia y Nueva Zelanda el 30 de marzo.
El 1 de mayo de 2020, Funimation anunció que formaron una sociedad con Kodansha Comics para organizar una serie de fiestas semanales. El 4 de mayo de 2020, Funimation anunció que habían llegado a un acuerdo con NIS America para transmitir títulos seleccionados en FunimationNow. El mismo día, Funimation también anunció que celebrarían una convención virtual de anime llamada FunimationCon del 3 al 4 de julio de 2020, que se tendrá en lugar de la cancelada Anime Expo, que anunció su cancelación el 17 de abril.

##### Nueva expansión internacional
A finales del año 2019, el estudio de doblaje The Kitchen había comunicado mediante un newsletter, la realización de procesos de localización (doblaje y subtitulaje) al español de América y al portugués brasileño de ciertas series de la compañía, dando indicios de su posible expansión del servicio a la región de América Latina, dicha noticia fue posteriormente eliminada del sitio del estudio de doblaje, sin embargo la información fue archivada y dando seguimiento posterior en los portales web sobre noticias dedicadas al anime.
El 2 de febrero de 2020 fueron registrados los dominios de la página de Funimation en México, Chile, Perú, Argentina y Brasil, posteriormente en abril fueron creados las cuentas de sociales en Twitter y Instagram para la región latina y Brasil, aunque manteniéndose restrictivas al público hasta la inauguración del sitio en aquellos países.
El 2 de julio del mismo año, a través del sitio Deadline y compartida por Yahoo! Sports, Colin Decker, CEO de Funimation Global Group, anunció que expandirán su servicio a Latinoamérica, empezando por México y Brasil, a partir de diciembre de 2020. La noticia fue confirmada al día siguiente a través de la FunimationCon 2020, anunciando su primer título doblado, Tokyo Ghoul: re, así mismo en un comunicado de prensa en la página oficial de Sony Pictures. El 17 de julio mediante Twitter confirma Fruits Basket como otro de sus títulos, luego de ello semanalmente Funimation iría anunciando animes, Sword Art Online, (primer título de Aniplex of America confirmado en el catálogo para la región), Fairy Tail, My Hero Academia, Fire Force, Demon Slayer, Attack on Titan, Assassination Classroom, Overlord, Blood Blockade Battlefront, Space Dandy, Cowboy Bebop, Claymore, Noragami, The Future Diary, Steins;Gate, BOFURI, ID - Invaded, The Helpful Fox Senko-San, Kakuriyo, Toilet-bound Hanako-kun, Cautious Hero, Tokyo Ghoul, Death Parade, Seraph of the End, Hensuki, High School DxD Hero, Arifureta, Eureka Seven: AO, Tales of Zestiria the X, Grimgar, Ashes and Illusions, The Heroic Legend of Arslan, Tokyo ESP, Dimension W. Expandiendo su sitio web a Chile, Perú y Colombia el 16 de junio de 2021, y en agosto se expandieron las apps de teléfonos, consolas y televisores (Excepto dispositivos de Apple como iOS, iPadOS y Apple TV) a esos últimos 3 países.

### Como Crunchyroll

#### Cambio de marca

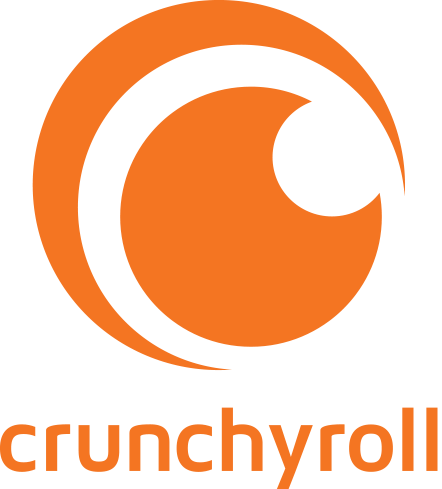
Logo de Crunchyroll, LLC (2022-2024).

El 9 de diciembre de 2020, Sony Pictures Entertainment anunció que adquiriría Crunchyroll de WarnerMedia por un total de $1175 millones de dólares en efectivo, colocando a la empresa bajo Funimation una vez finalizada la adquisición. Sin embargo, el 24 de marzo de 2021, se informó que el Departamento de Justicia de los Estados Unidos había ampliado su revisión antimonopolio de la adquisición. La adquisición de Crunchyroll se completó el 9 de agosto de 2021, y Sony declaró en su comunicado de prensa que crearían una suscripción de anime unificada utilizando sus negocios de anime lo antes posible. Crunchyroll confirmó cuatro días después que VRV estaba incluido en la adquisición.
El 25 de enero de 2022, Crunchyroll anunció que lanzaría Jujutsu Kaisen 0 en los cines el 18 de marzo de 2022 en los Estados Unidos y Canadá. La película se estrenó en más de 1500 cines, así como en algunos cines IMAX, tanto en sub como en doblaje. También declararon que la función llegará pronto a los cines del Reino Unido, Irlanda, Australia, Nueva Zelanda, Francia, Alemania y América Latina, entre otros países. Esta es la primera película de Crunchyroll que se distribuye en asociación con Funimation Films.
A partir del 1 de marzo de 2022, se anunció que los servicios Funimation, Wakanim y VRV SVOD se consolidarían en Crunchyroll. Además, Funimation Global Group, LLC pasará a llamarse Crunchyroll, LLC, y la marca Funimation se eliminará gradualmente a favor de Crunchyroll. 16 días después, se anunció que los lanzamientos de videos caseros de Funimation se distribuirán bajo el banner de Crunchyroll, y el logotipo de este último reemplazará al primero en el lomo y la parte posterior de las portadas para cada nuevo lanzamiento que salga a partir de su lista de junio de 2022.
Tras la invasión rusa de Ucrania, Crunchyroll anunció el 11 de marzo que detendría los servicios en Rusia, cerrando así por completo las operaciones de Wakanim y Crunchyroll EMEA, de acuerdo con las sanciones globales. Su empresa matriz, Sony, donó 2 millones de dólares en ayuda humanitaria a Ucrania.
El 5 de abril de 2022, la compañía anunció que el canal de YouTube de Funimation se renombró como Crunchyroll Dubs y que serviría como canal de Crunchyroll para contenido doblado en inglés, mientras que el contenido subtitulado en inglés aún se cargaría en su canal Crunchyroll Collection. La compañía también declaró que lanzaría un primer episodio doblado al inglés de una serie de anime todos los sábados a las 3:00 p. m. empezando con Re:Zero − Starting Life in Another World el 9 de abril de 2022. Tres días después, se hizo otro anuncio en el sentido de que Funimation Shop se trasladaría a Crunchyroll Store.
Como resultado de la fusión en marzo de 2022, los programas preexistentes como My Hero Academia, Uzaki-chan Wants to Hang Out! y otros que se transmitían en Funimation permanecerán junto con las temporadas más nuevas hasta una migración completa de su catálogo con licencia en donde se transfiere a Crunchyroll. Como las nuevas series como Spy × Family, Chainsaw Man, Shikimori's Not Just a Cutie y A Couple of Cuckoos solo se lanzan en Crunchyroll, aunque con la producción de doblaje realizada en los estudios Coppell. Una vez que se complete la migración de contenido, se espera que la plataforma Funimation OTT finalice. El 4 de agosto de 2022, Crunchyroll adquirió el minorista y distribuidor de comercio electrónico de anime Right Stuf. Las ventas y distribución para adultos/hentai de Right Stuf se escindieron a una empresa separada como parte del acuerdo.
El 20 de septiembre de 2022, Crunchyroll no renovó el contrato de Kyle McCarley para dar voz a Shigeo Kageyama, el protagonista de Mob Psycho 100. McCarley, quien es miembro de SAG-AFTRA, se ofreció a trabajar en un contrato no sindicalizado para la tercera temporada, con la condición de que Crunchyroll se reúna con representantes de SAG-AFTRA para discutir posibles contratos futuros. Crunchyroll rechazó la oferta, lo que generó críticas de los fanáticos del anime y los medios de comunicación.
En febrero de 2023, Crunchyroll despidió a 85 empleados como parte del despido de empleados entre las 12 oficinas, incluida su sede principal en Coppell y las oficinas de Culver City.
Según el vicepresidente sénior de marketing creativo global, Markus Gerdemann, el 6 de octubre de 2023, Gerdemann afirmó que algunos de los mercados de más rápido crecimiento de Crunchyroll fuera de los Estados Unidos eran Brasil, Francia, Alemania y México, y que más de 800 millones de personas estaban interesadas en el anime en todo el mundo.
En marzo de 2025, Crunchyroll, LLC y Aniplex establecieron el estudio de animación japonés Hayate Inc., una empresa conjunta entre las dos compañías con sede en Tokio que se centrará en la planificación, el desarrollo y la producción de anime para el servicio de transmisión Crunchyroll.

## Distribución
Hasta 2016, Funimation no lanzó directamente sus propiedades en mercados no norteamericanos (de habla inglesa) y, en cambio, otorgó licencias de sus propiedades a otras compañías como Revelation Films, MVM Entertainment, la sucursal de Manga Entertainment en el Reino Unido y Anime Limited en el Reino Unido hasta 2016, y Madman Entertainment y Siren Visual en Australia y Nueva Zelanda hasta 2017 y Sentai Filmworks en Estados Unidos.
En 2016, Funimation comenzó a lanzar directamente algunos de sus títulos en el Reino Unido e Irlanda con la marca Funimation, con licencias y localización de manejo de Funimation, y distribución y clasificación de manejo de Anime Limited. Funimation luego distribuyó My Hero Academia en la región a través de Sony Pictures UK en 2017, y más tarde a través de Sony Pictures UK, junto con otros títulos seleccionados, en 2018. Funimation luego comenzó a sublicenciar títulos para Manga La sucursal de Entertainment en el Reino Unido a fines de 2018, antes de adquirir la compañía el 29 de mayo de 2019 y lanzar títulos directamente. El 24 de septiembre de 2019, Sony Pictures Television y Aniplex consolidó sus negocios internacionales de transmisión de anime, con Funimation convirtiéndose en la compañía líder del grupo.
Funimation también comenzó a distribuir directamente sus títulos en Australia y Nueva Zelanda en 2017. Al igual que el Reino Unido e Irlanda, se lanzaron títulos selectos a través de Universal Sony Pictures Home Entertainment de 2017 a 2018. Desde septiembre de 2018, Funimation transfirió la distribución a Madman Anime, con la empresa encargada de la distribución y clasificación dentro de la región.

### Distribución en Latinoamérica y Brasil
En el año 2007, Funimation lanzó un número de DVD con la versión en español de Dragon Ball Z tanto para México como para la audiencia de habla hispana en Estados Unidos.
Hasta julio de 2020, al igual que en otros países de habla inglesa en Europa y Oceanía, Funimation sub-licenció títulos a varias distribuidoras de Latinoamérica y Brasil, tales como Zima Entertainment, Paris Filmes, DSX Films, Animax, LAPTV (ex-dueños del extinto paquete de canales Moviecity (actualmente llamada Fox Premium, perteneciente a Fox Networks Group Latin America), Arcade Media, KEM Media, Cinemex, Sato Company, Crunchyroll, Netflix, Amazon Prime Video, HBO, Blim TV, Pluto TV y Selecta Visión.
El acuerdo entre Funimation y Crunchyroll fue muy criticado entre los fanes del anime de Latinoamérica debido a la preferencia de Funimation hacia los países de habla inglesa, además de los países nórdicos a la hora de anunciar títulos de catálogo. Sin embargo, un puñado de títulos fueron anunciados para su distribución en dicha plataforma.
Tras el anuncio de expansión de Funimation a Latinoamérica, la compañía comienza a distribuir títulos mediante su plataforma FunimationNow, tanto con subtítulos en español y portugués, así como con doblajes a estos dos idiomas.
Para los procesos de localización, además de la traducción con subtítulos al español, la compañía ha realizado el doblaje de ciertas producciones en la región latina, tales series son:
- Adachi and Shimamura
- Akudama Drive
- Appare-Ranman!
- Arifureta: De ordinario al más fuerte del mundo
- Assassination Classroom
- Attack on Titan
- Azur Lane
- Back Arrow
- Banished from the Hero's Party, I Decided to Live a Quiet Life in the Countryside
- Black Butler
- Blood Blockade Battlefront
- Claymore
- Combatants Will Be Dispatched!
- Cowboy Bebop (redoblaje)
- Death Parade
- DECA-DENCE
- Deep Insanity: The Lost Child
- Dragon Goes House-Hunting
- Fire Force
- Fruits Basket
- Full Dive: This Ultimate Next-Gen Full Dive RPG Is Even Shittier than Real Life!
- Fullmetal Alchemist: Brotherhood (redoblaje)
- Gleipnir
- Higurashi: When They Cry - GOU
- Higurashi: When They Cry - SOTSU
- Horimiya
- How a Realist Hero Rebuilt the Kingdom
- ID - Invaded
- Irina: The Vampire Cosmonaut
- Kaguya-sama: Love Is War
- Knights of Sidonia
- Kono Oto Tomare!: Sounds Of Life
- Life Lessons with Uramichi Oniisan
- Log Horizon: Destruction of the Round Table
- Mars Red
- Megalo Box: Nómada
- Mieruko-chan
- Moriarty the Patriot
- Mushoku Tensei: Jobless Reincarnation
- My Dress-Up Darling
- My Hero Academia
- Noragami
- Our Last Crusade or the Rise of a New World
- Overlord
- Plunderer
- Ranking of Kings
- Requiem of the Rose King
- Rumble Garanndoll
- Sabikui Bisco
- Scarlet Nexus
- Seraph of the End: Vampire Reign
- Shadows House
- SK∞ the Infinity
- Sonny Boy
- Soul Eater
- Spice and Wolf
- Stand My Heroes: Piece of Truth
- Steins;Gate
- Steins;Gate 0
- Super Cub
- Suppose a Kid from the Last Dungeon Boonies Moved to a Starter Town?
- Sword Art Online: Alicization
- The Case Study of Vanitas
- The Detective is Already Dead
- The Duke of Death and His Maid
- The Dungeon of Black Company
- The Future Diary
- The Genius Prince's Guide to Raising a Nation Out of Debt
- The Prince of Tennis II
- The Saint's Magic Power is Omnipotent
- The Vampire Dies in No Time
- The World Ends with You
- Toilet-Bound Hanako-kun
- Tokyo Ghoul
- Tokyo Ghoul: re
- Tribe Nine
- Vivy: Fluorite Eye’s Song
- Wandering Witch: The Journey of Elaina
- Wise Man's Grandchild
- Wonder Egg Priority

También a doblado las películas My Hero Academia: Misión mundial de héroes y Sword Art Online: Progressive - Aria de una noche sin estrellas para su distribución en cines.

## Controversias

### Antipiratería y Anti-fansubs
En 2005, el departamento legal de Funimation comenzó a buscar un enfoque más agresivo para proteger las propiedades licenciadas de la compañía. Entonces comenzó a enviar cartas de "cese y desista" (C&D) a sitios que ofrecían enlaces a fansubs de sus títulos. Esta acción fue similar a la tomada por ADV Films, ya desaparecida hace algunos años con varios de los sitios más importantes de torrents.
El departamento legal de Funimation sirvió cartas de cese y desista para series que aún no habían sido anunciadas como licenciadas, incluyendo Tsubasa: Reservoir Chronicle, Black Cat, y SoltyRei, con algunas series conocidas también mencionadas en la carta. Funimation reveló más licencias el 6 de octubre de 2006 cuando envió cartas a sitios de torrents pidiendo el cese la distribución de las series xxxHolic, Mushishi, Ragnarok The Animation, entre otras.
En septiembre del 2007, Funimation anunció que adquirió derechos de poder de abogado de Gonzo para eliminar la distribución ilegal de varios títulos, incluso sin estar licenciados en Norteamérica, empezando con la serie Romeo x Juliet. De acuerdo con el sitio Anime News Network, Funimation afirma que "es importante notar que los derechos de autor de los productores japoneses son aplicables y protegibles a nivel mundial, incluso antes de que el anime esté licenciado para su distribución local". También indican que "como parte de la relación entre Funimation y Gonzo, se nos ha pedido monitorear y tomar acción contra la distribución no autorizada de sus títulos. Ya que creemos que esto beneficiará a Funimation y a la industria en general, hemos accedido a hacerlo". El 17 de mayo del 2008, Funimation anunció la licencia de Romeo x Juliet en Norteamérica.
Desde octubre de 2009, Funimation ha presentado rutinariamente avisos de DMCA para que se elimine la distribución no autorizada de sus títulos y las de sus socios en los resultados de búsqueda de Google. Hasta febrero de 2018 y de acuerdo con el informe de transparencia de Google, Remove Your Media, representante legal de Funimation, ha eliminado más de 28 millones de vínculos con descargas no autorizadas de títulos de esta compañía. Remove Your Media también tiene convenio con empresas como Viz Media, Aniplex of America, MX International (que representa a Crunchyroll), Japan Creative Contents Aliance (que representa a Sentai Filmworks y sus filiales), entre otros.
En enero de 2011, Funimation presentó una demanda contra los usuarios de BitTorrent en los Estados Unidos. por la supuesta descarga y subida de la serie One Piece. Funimation retiró la demanda en marzo después de que un juez del norte de Texas, habiendo ya indicado que la corte designaría abogados para los acusados, dictaminó que los acusados no estaban "actuando en concierto" y por lo tanto no podían ser demandados como grupo; cada uno tendría que ser demandado por separado.
La película de One Piece en cuestión era un fansub, una copia no autorizada distribuida con subtítulos traducidos y producidos por fanáticos. Poco después de que se abandonara la demanda, se informó que Funimation había estado produciendo sus doblajes desde fansubs. A pesar de ello, Funimation sostiene que la práctica del fansubbing es dañina para la industria del anime e indican que seguirán supervisando y actuando contra la distribución no autorizada de estos títulos. Los sitios que distribuyen fansubs o subtítulos creados por fanes por separado siguen siendo un blanco frecuente de acciones civiles por parte de Funimation y otras compañías de anime, así como de enjuiciamiento penal en al menos un caso. Debido a esto, algunos miembros de la comunidad de anime en Estados Unidos han llamado a Funimation como el "policía de la industria de la animación japonesa".
Dos meses después del fracaso de demandar masivamente a los usuarios de BitTorrent en el distrito del norte de Texas, Funimation usó la práctica de forum shopping (foro de conveniencia) y procedió a demandar a 1,427 acusados en el vecino distrito del este de Texas por actuar "en concierto" por infringir los derechos de autor de The Legend Is Born: Ip Man. Se permitió que este caso continuara.

### Disputas con socios
En noviembre de 2011, Funimation demandó a A.D. Vision, AEsir Holdings, Section23 Films, Valkyrie Media Partners, Seraphim Studios, Sentai Filmworks y su director ejecutivo, John Ledford y a Switchblade Pictures por una suma de 8 millones de dólares, citando "incumplimiento de contratos" y otras cuestiones. Funimation dijo que la transferencia de activos de ADV Films se hizo con "la intención de diferir, obstaculizar o defraudar a los acreedores de ADV [Films]". Funimation buscó la nulidad de la venta de los activos de ADV Films. La demanda se resolvió en mediación en 2014. Los términos del acuerdo no fueron revelados.

### Demanda de Vic Mignogna
A principios de 2019, se presentaron en Twitter las acusaciones de acoso sexual inapropiada contra el actor de voz Vic Mignogna. Funimation realizó una investigación interna sobre el asunto y anunció el 11 de febrero de 2019 que habían terminado sus vínculos profesionales con Mignogna. El 19 de abril de 2019, Mignogna presentó una demanda civil contra Funimation, y las actrices de voces Jamie Marchi, Monica Rial y el prometido de Rial, Ron Toye. Mignogna y su abogado buscan un alivio monetario de más de 1 millón de dólares. El 12 de junio de 2019, Funimation presentó una respuesta negando las acusaciones de Mignogna. El 1 de julio de 2019, Funimation presentó una moción anti-SLAPP para que Mignogna desestimara su demanda. Rial, Marchi y Toye presentaron sus mociones Anti-SLAPP el 19 de julio de 2019. El 6 de septiembre de 2019 tuvo lugar una audiencia para considerar las mociones anti-SLAPP de los acusados; presidida por el juez del condado de Tarrant, John P. Chupp, desestimó la demanda civil contra Marchi. El 4 de octubre de 2019, la demanda civil contra Funimation, Rial y Toye fue desestimada.
El 30 de octubre de 2019, Rial, Toye, Marchi y Funimation presentó una moción para que la apelación de Mignogna fuera desestimada. El 5 de noviembre de 2019, Funimation presentó una moción para recuperar los honorarios, costos y sanciones de los abogados relacionados con la demanda. El 27 de noviembre de 2019, el juez del condado de Tarrant John P. Chupp dictaminó que Mignogna debe pagar un total de $ 238 042,42 en honorarios de abogados y sanciones a Rial, Toye, Marchi y la propia compañía.

### Demanda de Kojicast
El 24 de abril de 2019, Kojicast presentó una demanda contra Funimation alegando que el servicio de transmisión FunimationNOW de la compañía era una infracción de la patente de Kojicast.